# San Antonio Silver Stars 2009
La stagione 2009 delle San Antonio Silver Stars fu la 13ª nella WNBA per la franchigia.
Le San Antonio Silver Stars arrivarono quarte nella Western Conference con un record di 15-19. Nei play-off persero la semifinale di conference con le Phoenix Mercury (2-1).

## Roster
| N° | Naz.                                 | Ruolo | Sportivo       | Anno | Alt. | Peso |
| -- | ------------------------------------ | ----- | -------------- | ---- | ---- | ---- |
| 00 | Stati Uniti (bandiera)               | C     | Ruth Riley     | 1979 | 196  | 90   |
| 5  | Stati Uniti (bandiera)               | G     | Shanna Zolman  | 1983 | 178  | 70   |
| 7  | Stati Uniti (bandiera)               | A     | Erin Buescher  | 1979 | 191  | 82   |
| 9  | Francia (bandiera)                   | G     | Edwige Lawson  | 1979 | 168  | 59   |
| 10 | Australia (bandiera)                 | G     | Belinda Snell  | 1981 | 175  | 77   |
| 12 | Belgio (bandiera)                    | C     | Ann Wauters    | 1980 | 193  | 83   |
| 25 | Stati Uniti (bandiera)               | G     | Becky Hammon   | 1977 | 168  | 62   |
| 30 | Stati Uniti (bandiera)               | G     | Helen Darling  | 1978 | 168  | 74   |
| 33 | Saint Vincent e Grenadine (bandiera) | A     | Sophia Young   | 1983 | 185  | 75   |
| 40 | Stati Uniti (bandiera)               | GA    | Megan Frazee   | 1987 | 191  | 87   |
| 44 | Stati Uniti (bandiera)               | C     | Katie Feenstra | 1982 | 203  | 109  |
| 55 | Stati Uniti (bandiera)               | GA    | Vickie Johnson | 1972 | 175  | 68   |

## Staff tecnico
- Allenatore: Dan Hughes
- Vice-allenatori: Sandy Brondello, Olaf Lange
- Preparatore atletico: Tonya Holley
- Preparatore fisico: Mike Ekanem